# Palais de l'Art déco

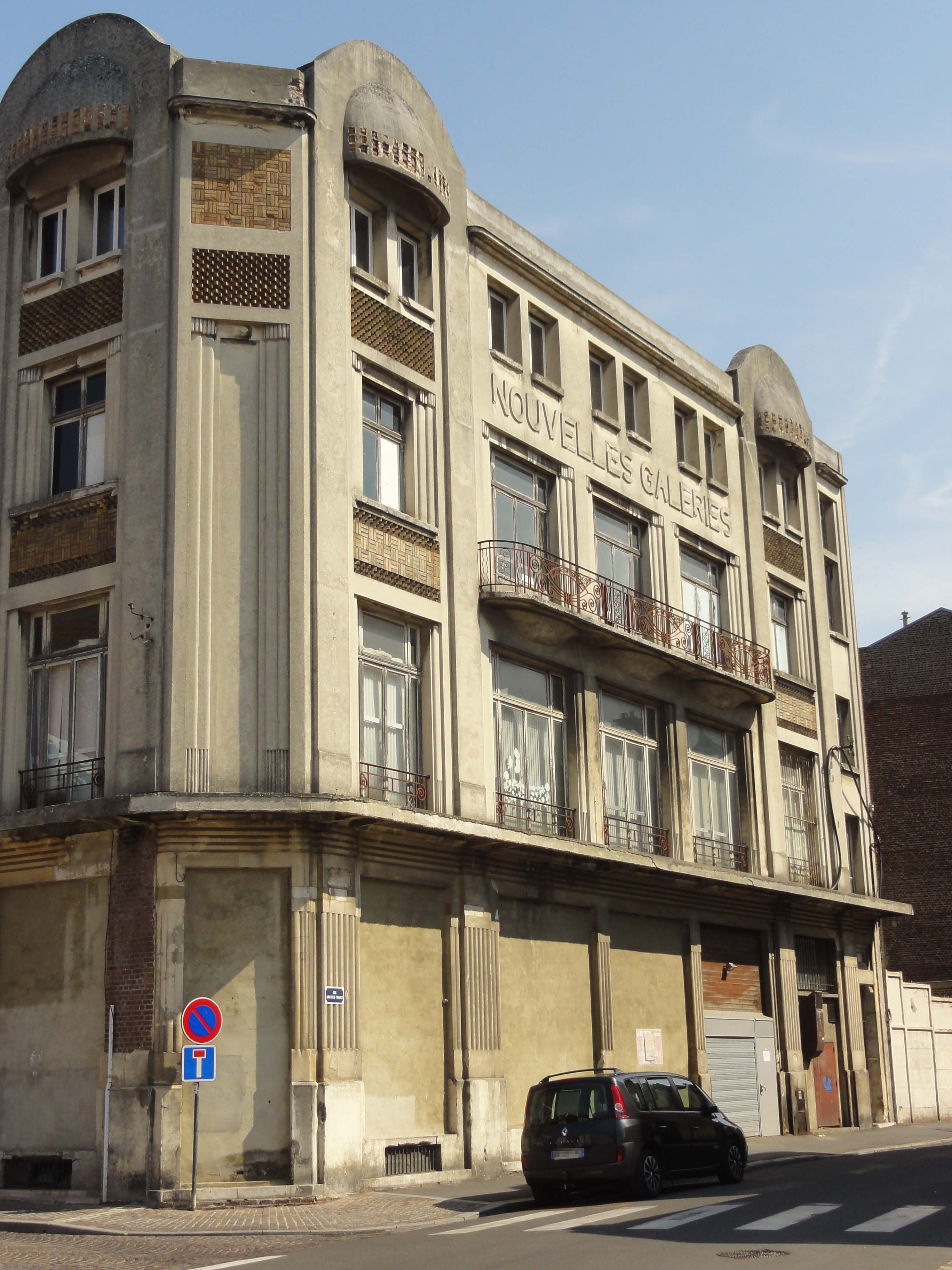
Palais de l'Art déco

Het Palais de l'Art déco is een gebouw in het Franse Saint-Quentin. Het gebouw voor het warenhuis Nouvelles Galeries werd opgetrokken in 1927 in art-decostijl naar plannen van architect Sylvère Laville uit 1922. De betonstructuur, de smeedijzeren versieringen en het beschilderde stucwerk bleven bewaard. Vanaf 1963 kwamen de bovenste verdiepingen leeg te staan. Sinds 2021 wordt de benedenverdieping gehuurd door de stad Saint-Quentin voor tentoonstellingen.